# Миа Чорак Славенска
Миа Чорак Славенска (на хърватски: Mia Čorak Slavenska) (20 февруари 1916 – 5 октомври 2002) е първата хърватска примабалерина, солистка на руския балет Монте Карло в Париж, примабалерина на Метрополитън опера в Ню Йорк през 1954 – 1955 г.

## Биография
Миа Славенска с моминска фамилия Чорак е родена в град Славонски брод, по това време в Австро-Унгария, на 20 февруари 1916 г. в семейството на фармацевта Милан Чорак и съпругата му Хедвига Чорак. Година след раждането ѝ семейството се премества да живее в Загреб. Там Миа посещава школа по балет към Националния театър при Жозефина Вайс и Маргарита Дягилева, руска емигрантка, балерина на Болшой театър. Миа започва да излиза на сцената от петгодишна и на шестнадесет години вече е примабалерина на балетната трупа на Белградската опера. Известно време изучава балет и във Виена при Лео Дюбоа.
През 1937 г. се премества в Париж, където се представя с псевдонима Славенска. Възможно е да е избрала този псевдоним след като през 1934 г. родният ѝ град е преименуван от Брод (старото му вековно название) на Славонски Брод. Пак през 1937 г. се снима в два филма – „Огнените нощи“ на режисьора Марсел Л'Ербие и в „Умиращият лебед“ на Жан Беноа-Леви и Мари Епщайн.
На следващата година постъпва в Руския балет Монте Карло и скоро става примабалерина на трупата заедно с руските балерини Маркова, Туманова и Данилова.
Емигрира в САЩ и през 1944 г. основава собствена балетна трупа Ballet Variante. В началото на 50-те години на XX век тази трупа прекратява дейността си и Миа заедно с Фредерик Франклин основава друга трупа наречена Slavenska Franklin Ballet Company, чиято дейност също продължава едва три години и е закрита по финансови причини. Най-успешната им постановка е балетът „Трамвай „Желание“ по едноименната пиеса на Тенеси Уилямс. В този спектакъл Миа изпълнява ролята на Бланш Дюбоа.
След приключването дейността на трупата, за известно време Миа е ангажирана в наново сформираната трупа на Руските балети до момента, в който импресариото Серж Денем започва да лансира Нина Новак. През втората половина на 50-те години на XX век работи в Лондонския фестивален балет на Алисия Маркова и Антон Долин. През 1954 – 1955 г. е примабалерина на Метрополитън опера в Ню Йорк.
Сред партньорите ѝ на сцената са Олег Тупин, Фредерик Франклин и особено Милорад Мишкович, с когото били популярна танцова двойка.

## Преподавателска дейност
Когато спира да танцува, Миа открива собствено балетно студио в Лос Анджелис през 1938 г., в което обучава бъдещи балерини. Сред ученичките ѝ са Мария Толчиф (1925 – 2013), първата американска примабалерина, и нейната сестра Марджъри Толчиф. От 1960 г. Миа поддържа балетна школа в Ню Йорк. Между 1969 и 1983 г. преподава в Калифорнийския университет Лос Анджелис, а от 1970 до 1983 г. в Калифорнийския институт по изкуствата. В продължение на три години ръководи и балетната трупа Texas's Fort Worth Civic Ballet.

## Личен живот
През 1946 г. се омъжва за актьора Кърт Нюман и ражда дъщеря им Мария. През 1947 г. получава американско гражданство. Умира на 5 октомври 2002 в Калифорния.

## Репертоар

### Руски балет Монте Карло
- „Жизел“ на Адолф Адам, в ролята на Жизел
- „Богатири“ на Леонид Мясин по музика на Александър Бородин, в ролята на принцеса Анастасиюшка, 1938 г.
- „Елфи“ на Михаил Фокин по музика на Феликс Менделсон Бартолди

### Slavenska Franklin Ballet Company
- „Трамвай „Желание“ по пиесата на Тенеси Уилямс, хореография Валери Бетис, в ролята на Бланш Дюбоа, 1952 г.

## Филмография
- „Огнени нощи“, режисьор Марсел Л'Ербие, в ролята на балерина, 1937 г.
- „Умиращият лебед“, режисьори Жан Беноа-Леви и Мари Епщайн, в ролята на Натали Карен, 1937 г.